# Islam Latinski
Islam Latinski falu Horvátországban Zára megyében. Közigazgatásilag Posedarjéhoz tartozik.

## Fekvése
Zára központjától légvonalban 18 km-re, közúton 21 km-re északkeletre, községközpontjától légvonalban 4, közúton 6 km-re délnyugatra Dalmácia északi részén, az A1-es autópályától keletre fekszik.

## Története
A régészeti leletek tanúsága szerint területe az őskor óta lakott. A középkorban területe Novigrad városához tartozott, amely előbb a Horvát Királyság, majd a Magyar Királyság része volt. A mai Islam Latinski és Grčki falvakat akkor még egyedülálló módon Učitelja Vasnak nevezték, ami tanító falvát jelent. Mai Islam Latinski és Islam Grčki nevüket hitüket buzgón megvalló lakosságukról kapták. Ezt a vidéket a ciprusi-török háború idején 1571 és 1577 között szállta meg az Oszmán Birodalom. A török betörés során a falu megsemmisült, de 1577-ben a törökök újjáépítették és a „Sedislam” nevet kapta, ami azt jelenti, hogy a „hit védőpajzsa”. (Az itteni plébániához tartozó szomszédos Rupalj és Grgurice megőrizte középkori nevét.) Az újjáépített faluban egy török erőd is épült, benne helyőrséggel. 1600-ban uszkókok ütöttek rajta a településen magukkal hurcolva sok nőt, gyereket és állatot. A török végül 1647-ig tartotta megszállva a települést, amikor a velenceiek támadása elől elmenekültek. Ezt megtudva a posedarjei várkapitány Juraj Posedarski gróf parancsot adott embereinek arra hogy ellenőrizzék, hogy a török valóban távozott-e, majd gyújtsák fel és rombolják le a falut és az erődöt. Halála után a település ura a morlak vezér Stojan Janković lett, aki a harcokban tett szolgálaiért a velenceiektől megkapta a nini püspök korábbi islam grčki nyári kastélyát, mely a török uralom idején Tunić agáé volt és mind a mai napig róla Stojan Janković tornyának nevezik. Islam Latinski plébániája nagyon régi, egykor az ősi ravni kotari Szent Miklós plébánia része volt. Anyakönyveit 1747 óta vezetik, de ennél már sokkal előbb, már 1702-ben önálló plébánia volt. Eredetileg a nini püspökség alárendeltségébe tartozott, majd ennek megszűnése után 1828-ban a zárai érsekség ražanaci esperességének irányítása alá került (2000-től a novigradi esperesség része). A falunak 1857-ben 348, 1910-ben 268 lakosa volt. A délszláv háború idején 1991-ben elfoglalták a szerbek és horvát lakossága menekülni kényszerült. 1993 januárjában a „Maslenica” hadművelet során szabadította fel a horvát hadsereg. A plébánia hívei 2002. szeptember 24-én ünnepelték meg plébániájuk fennállásának 300. évfordulóját, az ünnepi szentmisét Ivan Prenđa zárai érsek celebrálta. Ebből az alkalomból jelent meg prof. Josip Brtan „Župa Islam Latinski” című, a plébánia történetét és hitéletét bemutató könyve. A településnek 2011-ben 284 lakosa volt, akik főként mezőgazdasággal, állattenyésztéssel és turizmussal foglalkoztak.

## Lakosság
| Lakosság változása | Lakosság változása | Lakosság változása | Lakosság változása | Lakosság változása | Lakosság változása | Lakosság változása | Lakosság változása | Lakosság változása | Lakosság változása | Lakosság változása | Lakosság változása | Lakosság változása | Lakosság változása | Lakosság változása | Lakosság változása |
| ------------------ | ------------------ | ------------------ | ------------------ | ------------------ | ------------------ | ------------------ | ------------------ | ------------------ | ------------------ | ------------------ | ------------------ | ------------------ | ------------------ | ------------------ | ------------------ |
| 1857               | 1869               | 1880               | 1890               | 1900               | 1910               | 1921               | 1931               | 1948               | 1953               | 1961               | 1971               | 1981               | 1991               | 2001               | 2011               |
| 348                | 325                | 221                | 200                | 228                | 268                | 572                | 602                | 477                | 561                | 641                | 653                | 606                | 688                | 436                | 284                |

## Nevezetességei
- Szent Miklós püspök tiszteletére szentelt plébániatemploma 1756-ban épült, 1950-ben megújították. A délszláv háború idején súlyosan megrongálódott és kiégett, megsemmisült minden liturgikus tárgy és miseruha. A háború után plébánosának és híveinek áldozatkészségéből teljesen újjáépítették, sekrestyéjét bővítették. Környezetét is szépen rendbetették, a hozzá vezető utat leaszfaltozták. 1996. augusztus 4-én szentelték fel újra. Oltárának régi retablóját három új szoborral díszítették, melyek Jézus szívét, Mária szívét és Szent Józsefet ábrázolják.[2] Ambója vasból készült. A retablótól balra a templom védőszentjének Szent Miklósnak a nagyméretű szobra látható. A hajóban fa talapzatokon Szent Péter és Pál apostolok szobrai találhatók. A kórust is bővítették és átalakították. A templom körül régen temető volt, mely helyett 1982-ben Zeleni hrasttól 1 km-re délre újat létesítettek.[2]
- A település ritka természeti kincse egy több mint 250 éves tölgyfa, a „Zeleni hrast” (zöld tölgy). Nevét arról kapta, hogy levelei télen is sokáig zöldek. Fontos történelmi szerepe volt, mivel szembetűnő határt jelölt az egykori nagybirtokok között. A hagyomány szerint már a velencei-török határt is egy, az e helyen álló fa jelölte a 16. században így könnyen elképzelhető, hogy ez már a harmadik, vagy negyedik generációs tölgyfa ezen a helyen az elmúlt évezred során. A fához több helyi legenda és hagyomány kapcsolódik. Az egyik szerint közelében egy másik kisebb tölgyfa is állt, melyet a második világháború idején az olasz megszállók kivágtak és fűtésre használtak. Ezt a fát is ki akarták vágni, de a helyiek azt mondták, hogy ez egy ördögi fa, melyet nem fog a puskagolyó. Az olasz katonák bele is lőttek a fába, de amikor látták, hogy a törzsön nincsen lyuk úgy gondolták, hogy a fa varázserővel rendelkezik és nem vágták ki. A fát később tudományosan is megvizsgálták és ez kimutatta, hogy a fa egy hibrid, de arról már eltértek a vélemények, hogy milyen fából keresztezték. Élőhelye és morfológiai tulajdonságai alapján újabban mégis megállapították, hogy egy csertölgy (Quercus cerris) és egy paratölgy (Quercus suber) keresztezéséből született. Ezt a véleményt támasztotta alá a DNS vizsgálat is. A fa lombjában nőtt két ágacskán felfedezett kétnemű virágok tudományos szempontból is nagy jelentőségűek és velük kapcsolatban még további kutatások várhatók.[5]